# Cirque rouge
 (mai 2018).
Le Cirque rouge est un site touristique de l'ouest de Madagascar situé au bord du Canal du Mozambique, à douze kilomètres au Nord-Est de Mahajanga. Il est constitué de falaises de grès argileux.